# مالیات معاملات مالی
مالیات مربوط به معامله مالی (به انگلیسی: financial transaction tax)، یک نوع خاص از معاملات مالی برای یک هدف خاص است. این مفهوم بیشتر با بخش مالی در ارتباط است. معمولاً شامل مالیات مصرفی که توسط مصرف‌کنندگان پرداخت می‌شود، نمی‌شود.
مالیات مبادله به خودی خود مالیات بر موسسات مالی ندارد. در عوض، این فقط در معاملات خاص که به عنوان مشمول مالیات تعیین شده‌است، پرداخت می‌شود؛ بنابراین اگر یک مؤسسه هرگز معامله مشمول مالیات را انجام ندهد، هرگز مشمول مالیات معاملات نخواهد بود. علاوه بر این، اگر یک مؤسسه فقط یک معامله از این قبیل را انجام دهد، آنگاه فقط برای آن معامله مالیات داده می‌شود. به این ترتیب، این مالیات نه مالیات فعالیت‌های مالی (FAT)، و نه سهم ثبات مالی (FSC) یا " مالیات بانکی " نیست، به عنوان مثال. این توضیح در بحث در مورد استفاده از مالیات معاملات مالی به عنوان ابزاری برای دلسرد کردن انتخابی از حدس و گمان‌های بیش از حد بدون دلسردی از فعالیت‌های دیگر مهم است (همان‌طور که جان مینارد کینز در ابتدا در سال ۱۹۳۶ تصور می‌کرد).
انواع مختلفی از مالیات معاملات مالی وجود دارد. هر کدام هدف خاص خود را دارند. برخی از آنها اجرا شده‌اند، در حالی که برخی فقط پیشنهادها هستند. مفاهیم در سازمانها و مناطق مختلف جهان یافت می‌شوند. برخی از آنها داخلی هستند و به معنای استفاده در یک ملت هستند. در حالی که برخی از آنها چند ملیتی هستند. در سال ۲۰۱۱، ۴۰ کشور جهان از FTT استفاده کردند و ۳۸ میلیارد دلار (۲۹ میلیارد یورو) جمع‌آوری کردند.

## تاریخچه

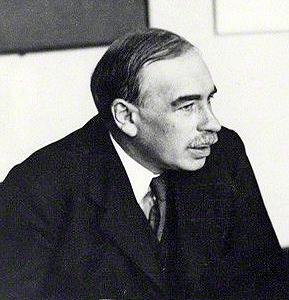
جان مینارد کینز(۱۹۳۳) مالیات معاملات مالی را در سال ۱۹۳۶ پیش بینی کرد

سال ۱۶۹۴ شاهد اجرای اولیه مالیات معاملات مالی در قالب تمبر در بورس اوراق بهادار لندن بود. این مالیات توسط تمبر رسمی بر روی سند قانونی که برای رسمیت خرید لازم است، توسط خریدار سهام پرداخت می‌شود. از سال ۲۰۱۱، این قدیمی‌ترین مالیاتی است که هنوز در انگلیس وجود دارد.
ایالات متحده  در قانون درآمد در سال ۱۹۱۴ مالیات نقل و انتقالات را برای کلیه فروش یا نقل و انتقالات سهام ایجاد کرد (قانون ۲۲ اکتبر ۱۹۱۴ (فصل ۳۳۱، ۳۸ آمار ۷۴۵)). به جای مبلغ مالیات ثابت در هر تراکنش، مالیات در حد ۰٫۲٪ از ارزش معاملات (۲۰ امتیاز پایه، امتیاز) بود. این مسئله در سال ۱۹۳۲ به ۰٫۴٪ (۴۰ bip) در چهارچوب رکود بزرگ، و در سال ۱۹۶۶ از بین رفت.
در سال ۱۹۳۶، در پی رکود بزرگ، جان مینارد کینز خواستار استفاده گسترده‌تر از مالیات معاملات مالی شد. وی مالیات ناچیزی را برای معاملات در وال استریت، ایالات متحده پیشنهاد داد، جایی که ادعا کرد حدس و گمان بیش از حد توسط معامله گران مالی ناآگاه، نوسانات را افزایش می‌دهد.
در سال ۱۹۷۲ سیستم برتون وودز برای تثبیت ارز به‌طور مؤثر به پایان رسید. در همین زمینه، جیمز توبین، تحت تأثیر کار کینز، مالیات ویژه معاملات ارزی خود را برای تثبیت ارزها در مقیاس جهانی بزرگتر پیشنهاد کرد.
ایده اصلاحات مالیاتی توسط جان مینارد کینز، جیمز توبین و لارنس سامرز به نتیجه‌گیری منطقی خود گسترش یافته‌است که این مالیات بر همه معاملات است. مالیات مبادله پرداخت خودکار پرداخت (مالیات APT) پیشنهاد مالیات بر گسترده‌ترین مبنای مالیاتی با کمترین نرخ ممکن مالیاتی را دارد. از آنجا که معاملات مالی بزرگترین مؤلفه مبنای مالیات APT است و از آنجا که کلیه معاملات مالیاتی قابل پرداخت هستند، این پیشنهاد امکان بازخرید برای فرار از آن را از بین می‌برد. هدف مالیات APT بهبود قابل توجهی بهره‌وری اقتصادی، تقویت ثبات در بازارهای مالی و کاهش هزینه‌های اداره امور مالیاتی (هزینه‌های ارزیابی، جمع‌آوری و انطباق) است. 